# Tammy Lynn Leppert
Tammy Lynn Leppert, dont le nom est parfois orthographié Tami Lynn Leppert (née le 5 février 1965 à Rockledge en Floride), est un mannequin américain lorsqu'elle était enfant et adolescente, actrice et reine de beauté qui a disparu depuis le 6 juillet 1983, à l'âge de 18 ans.

## Biographie

### Carrière
Enfant, Tammy Lepert participe à près de 300 concours de beauté et gagne la grande majorité d'entre eux. Elle est employée principalement comme modèle, tout en se produisant au cinéma dans quelques rôles mineurs. Juste avant sa disparition, elle apparaît en 1983 dans le film Scarface, jouant la jeune fille qui distrait le conducteur de la voiture de guet pendant la sanglante scène de douche à la tronçonneuse. Elle apparaît dans le film pour adolescents Spring Break la même année, où elle joue le rôle d'une participante à un match de boxe. Apparemment, ses jambes, ses hanches et son torse ont été utilisés dans la principale affiche du film. Il semble qu'elle envisage alors d'aller à Hollywood.

### Disparition
Tammy Lynn Leppert est aperçue pour la dernière fois à Cocoa Beach, en Floride, le 6 juillet 1983. Selon les témoins, elle est vêtue d'une chemise bleue décorée de fleurs et d'une jupe de la même couleur en denim, et porte des sandales et un sac à main gris. Selon d'autres sources, elle aurait disparu sans chaussures ni argent.
Un de ses amis signale aux autorités qu'il a eu une dispute avec elle durant le trajet en véhicule depuis son domicile, à Rockledge, en Floride, et qu'il la « déposée [...] dans un parc de stationnement ». Bien qu'il soit la dernière personne supposée l'avoir vue, il n'est pas considéré comme suspect, bien que sa mère ait dit que Tammy lui confia avoir « peur » de lui.

### Informations physiques
Leppert mesurait environ 1,65 m et pesait entre 48 et 52 kg au moment de sa disparition. Elle avait les cheveux blonds et les yeux couleur noisette. Il est également supposé qu'elle puisse avoir été enceinte de trois mois.

### Enquête
Certains présument que Leppert pourrait avoir été une victime du tueur en série Christopher Wilder, qui assassina beaucoup de jeunes femmes jusqu'à sa mort en 1984. La famille de Leppert poursuivit Wilder avant qu'il ne fut tué par la police, mais ils ont finalement décidé d'interrompre la procédure, car certains doutes furent exprimés à propos de son implication dans la disparition. L'agent de Leppert a également déclaré qu'elle ne croyait pas que Wilder ait tué Tammy.
Une autre personne d'intérêt dans l'affaire était John Crutchley, un kidnappeur et violeur condamné. Il est soupçonné d'avoir tué plus de 30 femmes. Il se suicida en prison en 2002. La mère de Leppert pense que sa fille pourrait avoir été assassinée en raison de ses connaissances du trafic de drogue qui se tenait localement. Elle a signalé que Tammy présentaient des signes de paranoïa, montrant une prudence excessive lors de la consommation de nourriture et refusant de boire d'un récipient ouvert. Elle aurait également fait une déclaration en ce sens à la police.
Plusieurs simulations par progression d'âge furent créées pour montrer à quoi elle ressemblerait si elle était encore en vie, par les artistes Danny Sollitti, Diana Trepkov et ceux du National Center for Missing & Exploited Children, le dernier en 2013. Les profils détaillant les cas ont été créés par le Doe Network, le National Missing and Unidentified Persons System et le Centre national pour les enfants disparus et exploités dans l'espoir de générer des pistes à partir d'éventuels conseils,,. Son profil ADN a été traité depuis, dès que cette forme de technologie de recherche devint possible, bien que son dossier dentaire et ses empreintes digitales n'aient pas été en possession de la police locale. On pense que l'information sur ses soins dentaires ont été connus à un moment donné, encore qu'une mauvaise tenue de registres ait entraîné la perte des données.

### Exclusions
Selon le National Missing and Unidentified Persons System, les personnes suivantes décédées non identifiées ont été écartées comme étant les restes de Tammy Leppert.
| Nom attribué                     | Lieu                                   | Date             | Âge estimation | Cause de la mort  | Circonstances |
| -------------------------------- | -------------------------------------- | ---------------- | -------------- | ----------------- | --- |
| Harris County Jane Doe           | Hockley, Texas                         | 30 avril 1984    | 25 - 35        | Inconnue          | Une femme blanche décomposée trouvée enterrée dans une tombe peu profonde. On croit qu'elle mourut environ six mois avant sa découverte. |
| Alleghany County Jane Doe (1985) | Alleghany County, Virginie             | 18 novembre 1985 | 20 - 49        | Inconnue          | Le squelette partiel d'une femme blanche est découvert par un chasseur. On estime que le sujet est mort huit mois auparavant. |
| Slidell Jane Doe                 | Slidell, St. Tammany Parish, Louisiane | 19 juin 1986     | 20 - 30        | Homicide          | Une femme enceinte abandonnée dans le lac Pontchartrain. Un poids avait été attaché à son corps pour tenter de le faire disparaître. |
| Chesterfield County Jane Doe     | Chesterfield County, Virginie          | 7 août 1986      | 20 - 35        | Homicide probable | Un tronçon et une jambe coupés qui auraient appartenu à une femme blanche, retrouvés à l'intérieur d'une benne à ordures. La victime portait un bracelet en caoutchouc à la cheville. Elle est morte entre deux mois et quelques jours précédant la découverte et il est prouvé que le corps a séjourné dans un congélateur ou un dispositif similaire pour conserver les restes,. |
| Pinal County Jane Doe            | Pinal County, Arizona                  | 7 janvier 1987   | 21 - 35        | Inconnue          | Un corps décomposé d'une femme blanche trouvé dans une zone désertique. Morte des mois auparavant. |
| Knox County Jane Doe             | Knoxville, Tennessee                   | 1er juin 1987    | 21 - 30        | Auto-défense      | Une femme blanche tuée lors d'une tentative de vol. Elle était sous l'effet d'une drogue au moment de sa mort,. |
| Anaheim Jane Doe                 | Anaheim, Californie                    | 30 août 1987     | 15 - 19        | Homicide          | Un squelette d'une femme blanche, censée être une adolescente fugueuse. Morte six semaines avant sa découverte. |
| Stafford County Jane Doe         | Stafford County, Virginie              | 3 février 1991   | 30 - 45        | Indéterminée      | Un squelette de femme de race inconnue avec des caractéristiques hispaniques trouvée dans un bois. Elle est morte entre 1989 et 1991, probablement neuf mois avant la découverte. Il était peut-être d'origine africaine et plus jeune, entre treize et dix-huit ans. |
| Fairfax County Jane Doe          | Centerville, Virginie                  | 6 décembre 1993  | 26 - 39        | Homicide          | Une femme blanche à caractéristiques hispaniques trouvée par des ouvriers de la construction en 1993. Elle avait des dents détériorées et est morte entre 1987 et 1992,. |
| Harris County Jane Doe           | Channelview, Texas                     | 2 octobre 1994   | 20 - 40        | Indéterminée      | Le squelette partiel d'une femme blanche qui serait décédée entre deux et sept ans avant sa découverte dans une zone boisée,. |
| Waller County Jane Doe           | Waller County, Texas                   | 10 mars 1997     | 20 - 35        | Inconnue          | Un squelette d'une femme blanche ayant des caractéristiques hispaniques trouvé dans des buissons d'une propriété privée. Elle est morte entre 1990 et 1996. |
| Stafford County Jane Doe         | Stafford, Virginie                     | 7 novembre 1998  | 28 - 45        | Inconnue          | Un squelette partiel d'une femme blanche portant ses cheveux en tresses trouvé sous les feuilles près d'un cimetière. Elle mourut dans les huit mois précédant la découvertes de ses restes. |
| Newport News Jane Doe            | Newport News, Virginie                 | 6 juin 2014      | 25 - 45        | Inconnue          | Une femme ayant des caractéristiques hispaniques découverte momifiée sous un drap. |

## Filmographie
- 1983 : Scarface
- Spring Break
- Little Darlings
- Vidéo Wars